# Ша (язык)
Ша (англ. sha) — язык западночадской ветви чадской семьи, распространённый в центральной Нигерии: на сопредельных территориях штата Плато (в его западной части — район Боккос) и штата Насарава (в его восточной части). Ареал языка ша на севере, востоке и юге граничит с ареалами близкородственных западночадских языков группы рон: на севере — с ареалом языка карфа, на востоке с ареалами диалектов языка рон (или ареалами самостоятельных языков) шагаву, даффо-бутура и бокос, на юго-востоке — с ареалом языка кулере, на юге — с ареалом языка мундат. На западе к ареалу языка ша примыкает ареал языка бенуэ-конголезской семьи нунгу.
Численность говорящих на языке ша — около 3000 человек (1998). По данным сайта Joshua Project численность этнической группы ша (являющейся вместе с карфа частью народа duhwa) составляет 4 700 человек. Большинство носителей языка ша придерживается традиционных верований, также среди них есть группы христиан и мусульман.
Язык ша отнесён к группе языков рон в классификации афразийских языков британского лингвиста Роджера Бленча (Roger Blench), в классификации, опубликованной в работе С. А. Бурлак и С. А. Старостина «Сравнительно-историческое языкознание», в классификации чешского лингвиста Вацлава Блажека (Václav Blažek), а также в классификации чадских языков в статье В. Я. Порхомовского «Рон языки», опубликованной в лингвистическом энциклопедическом словаре.
Наиболее близок языкам мундат и карфа, также к близкородственным языку ша относятся языки рон (чала), даффо-бутура, бокос, шагаву, кулере, фьер и тамбас. В классификации, представленной в справочнике языков мира Ethnologue, язык ша включён в число языков собственно рон подгруппы А4 группы А западночадской ветви.